# 874 Rotraut
874 Rotraut
874 Rotraut là một tiểu hành tinh ở vành đai chính. Nó được Max Wolf phát hiện ngày 25.5.1917 ở Heidelberg, và được đặt theo tên Rotraut, tên họ của phụ nữ Đức.